# Augusztus 11.
Augusztus 11. az év 223. (szökőévben 224.) napja a Gergely-naptár szerint. Az évből még 142 nap van hátra.
Névnapok: Tiborc, Zsuzsanna + Dulcinea, Filoméla, Filomén, Filoména, Fióna, Ince, Kiara, Klára, Klárabella, Klarina, Klarinda, Klarisz, Klarissza, Lilian, Liliána, Lilianna, Lilibella, Lilien, Liliom, Lujza, Szanna, Tarján, Tibor, Tícia, Trajánusz, Tullió, Zsanka, Zsanna, Zsazsa, Zsuzsa, Zsuzsánna, Zsuzska

## Események
- Kr. e. 3114 – A maja időszámítás kezdete.
- Kr. e. 480 – A Xerxész vezette perzsák legyőzik a Leonidász vezette spártaiakat a thermopülai csatában.
- 1804 – Ausztria örökös császársággá alakul, Osztrák Császárság néven. Ferenc főherceg e napon I. Ferenc néven felveszi az „Ausztria örökletes császára” címet is, addigi címei mellé (II. Ferenc néven német-római császár és cseh király, I. Ferenc néven magyar király is). A Habsburg Birodalomra ettől kezdve használják hivatalosan is az Ausztria, vagy Osztrák Császárság elnevezést.
- 1849 – Lemond Kossuth Lajos, Magyarország kormányzója, és átadja a teljhatalmat Görgei Artúrnak.
- 1877 – Asaph Hall felfedezi a Mars két holdját; Phobosnak és Deimosnak nevezi el őket.
- 1914 – Franciaország hadat üzen az Osztrák–Magyar Monarchiának.
- 1920 – A Lett Köztársaság függetlenségének elismerése.
- 1937 – a Szovjetunióban kiadják az NKVD 00485-ös parancsát  „a Lengyel Katonai Szervezet kémhálózatának teljes likvidálására”, amely elindította a totális sztálini terrort és az etnikai alapú tömeggyilkosságokat.
- 1962 – Föld körüli pályára bocsátották a szovjet Vosztok–3 űrhajót, mely páros űrrepülést hajtott végre a másnap föld körüli pályára bocsátott Vosztok–4-gyel.
- 1966 – John Lennon nyilvánosan bocsánatot kér azon kijelentése miatt, miszerint a The Beatles népszerűbb, mint Jézus.
- 1977 – Az Egyesült Államok és Panama megállapodik abban, hogy 2000-ben Panama átveszi a Panama-csatornát.
- 1999 – Teljes napfogyatkozás Európában, hazánkban is.
- 2000 – Hazahozzák Oroszországból az utolsó magyar hadifoglyot, Toma Andrást.

## Sportesemények
Formula–1
- 1991 –  magyar nagydíj, Hungaroring - Győztes: Ayrton Senna (McLaren Honda)
- 1996 –  magyar nagydíj, Hungaroring - Győztes: Jacques Villeneuve (Williams Renault)

## Születések
- 1806 – Willem Hendrik de Vriese holland botanikus († 1862)
- 1815 – Gottfried Kinkel német költő és művészettörténész († 1882)
- 1825 – Türr István katonatiszt, magyar szabadsághős. A Korinthoszi-csatorna építésének egyik szervezője. († 1908)
- 1858 – Christiaan Eijkman Nobel-díjas holland orvos († 1930)
- 1860 – Bláthy Ottó Titusz elektromérnök, feltaláló († 1939)
- 1867 – Almásy György magyar utazó, Ázsia-kutató, állattani és néprajzi gyűjtő, Almásy László Afrika-kutató édesapja († 1933)
- 1871 – Heltai Jenő Kossuth-díjas magyar író, költő († 1957)
- 1877 – Varsányi Irén (er. Wollner Malvin) magyar színésznő († 1932)
- 1892 – Josikava Eidzsi japán író († 1962)
- 1897 – Enid Blyton angol írónő († 1968)
- 1897 – Lánczy Margit magyar színésznő († 1965)
- 1916 – Johnny Claes belga autóversenyző († 1956)
- 1917 – Vasiľ Biľak ruszin származású szlovák kommunista politikus († 2014)
- 1923 – Gordon Reid amerikai autóversenyző († 1952)
- 1926 – Aaron Klug Nobel-díjas angol biokémikus († 2018)
- 1932 – Bilek István magyar sakkozó, edző († 2010)
- 1933 – Vásáry Tamás Kossuth-díjas magyar zongoraművész, karmester, a nemzet művésze
- 1934 – Ludwig Heimrath kanadai autóversenyző († 2021)
- 1937 – Komoróczy Géza Széchenyi-díjas magyar hebraista, asszirológus, író, történész
- 1939 – Bozay Attila magyar zeneszerző, citera- és csőrfuvolajátékos († 1999)
- 1944 – Ian McDiarmid skót színész
- 1948 – Jan Palach cseh egyetemista, aki 1969. január 16-án – tiltakozásul a Varsói Szerződés megszálló csapatainak bevonulása, a prágai tavasz eltiprása ellen – felgyújtotta magát a prágai Vencel téren. († 1969)
- 1949 – Olivier de Funès francia pilóta, színész (Louis de Funès fia)
- 1953 – Kánya Kata magyar színésznő
- 1953 – Hulk Hogan amerikai pankrátor, színész († 2025)
- 1959 – ifj. Szlávics László magyar szobrász, éremművész
- 1959 – Weber Kristóf magyar zeneszerző
- 1963 – Bada Tibor magyar festőművész, költő, előadóművész († 2006)
- 1968 – Bozsik Yvette Kossuth-díjas magyar balettművész, koreográfus
- 1971 – Csőre Gábor Jászai Mari-díjas magyar színész
- 1981 – Debreceni Boglárka író, költő, művészettörténész, kulturális antropológus
- 1981 – Maya Gold (er. Aranyi Mariann) magyar pornószínésznő
- 1983 – Chris Hemsworth ausztrál színész, az Otthonunk »« Home and Away tv-sorozat Kim Hydeje
- 1983 – Francis Viner (művésznév) magyar zeneszerző
- 1984 – Lucas di Grassi brazil autóversenyző
- 1985 – Rák Zoltán magyar színész
- 1988 – Adrian Schultheiss svéd műkorcsolyázó
- 1988 – Balázs Zsolt magyar labdarúgó, jelenleg a ZTE játékosa
- 1992 – Engel Alex magyar labdarúgó
- 1993 – Alyson Stoner amerikai színésznő, táncos, énekes, modell
- 1997 – Anna Saba Lykke Oehlenschlæger (Saba), dán énekesnő, színésznő, modell

## Halálozások
- 1456 – Hunyadi János hadvezér, erdélyi vajda, Magyarország kormányzója (* 1407 körül)
- 1820 – Lavotta János magyar zeneszerző, hegedűművész (* 1764)
- 1844 – Jernej Kopitar szlovén nyelvész (* 1780)
- 1851 – Balassa Gábor szombathelyi püspök (* 1783)
- 1919 – Andrew Carnegie skót származású amerikai iparmágnás és filantróp üzletember (* 1835)
- 1932 – Makszimilian Alekszandrovics Volosin orosz festő, költő, író, antropozófus (* 1877)
- 1946 – Léon Gaumont producer, a francia filmipar egyik alapítója (* 1864)
- 1953 – Tazio Nuvolari olasz autóversenyző (* 1892)
- 1956 – Jackson Pollock amerikai festőművész (* 1912)
- 1972 – Max Theiler dél-afrikai származású Nobel-díjas amerikai orvos, virológus (* 1899)
- 1973 – boldogfai Farkas Dénes magyar mezőgazdász, politikus, országgyűlési képviselő († 1884)
- 1984 – Marcel Balsa francia autóversenyző (* 1909)
- 1985 – Drapál János magyar motorkerékpár-versenyző, világbajnok (* 1948)
- 1993 – Sós György magyar író, dramaturg, orvos (* 1927)
- 1994 – Peter Cushing angol színész (* 1913)
- 1995 – Alonzo Church amerikai matematikus, a Church–Turing-tézis és a Church-féle eldönthetetlenségi tétel egyik névadója, a lambda-kalkulus megalkotója (* 1903)
- 1996 – Rafael Kubelík cseh zeneszerző, karmester (* 1914)
- 2009 – Eunice Kennedy Shriver amerikai politikusnő, polgárjogi aktivista, a legendás Kennedy-család tagja és John Fitzgerald Kennedy elnök húga (* 1921)
- 2012 – Michael Dokes amerikai ökölvívó (* 1958)
- 2013 – Temes Judit olimpiai bajnok úszó, orvos, sportvezető (* 1930)
- 2014 – Robin Williams Oscar-díjas és Golden Globe-díjas amerikai komikus, színész, rendező, producer (* 1951)
- 2018 – Kerényi Imre Kossuth-díjas magyar rendező, miniszteri biztos (* 1943)
- 2020 – Trini Lopez amerikai énekes (* 1937)
- 2020 – Russell Kirsch amerikai mérnök, informatikus, a pixel fogalmának megalkotója (* 1929)
- 2022 – Tóth Éva magyar operetténekes, előadóművész (* 1961)
- 2022 – Anne Heche amerikai színésznő (* 1969)

## Nemzeti ünnepek, emléknapok, világnapok
- Csádi Köztársaság nemzeti ünnepe a függetlenség napja (1960 óta)
- Zimbabwe: A hősök napja